# Cirkumpolarna zviježđa
Cirkumpolarna zviježđa su zviježđa smještena oko sjevernog nebeskog pola koja vidimo uvijek iznad obzora (horizonta). Druge zvijezde izlaze i zalaze. Zvijezde koje uopće ne vidimo (jer ih prividna vrtnja neba naprestano vodi ispod obzora su anticirkumpolarne zvijezde). Dobro je odmah pronaći neka cirkumpolarna zviježđa, jer su uvijek iznad obzora, pa će se pomoću njih lakše pronaći i ona zviježđa koja zalaze i izlaze. Sjevernjača se pronalazi pomoću Velikog medvjeda! Razmak između zvijezda Merak i Dubhe u Velikom medvjedu treba produžiti otprilike za 5 puta da bismo stigli do Sjevernjače. Nastavimo li istim smjerom od Sjevernjače dalje, naići ćemo na zvijezde koje oblikuju slovo W, a to je zviježđe Kasiopeje, lik se lako pamti i potom lako nalazi. Njihova kutna udaljenost od nebeskoga pola manja je od zemljopisne (geografske) širine motritelja. Što je motritelj bliže sjevernom ili južnom zemljopisnom polu, vidi više cirkumpolarnih zvijezda, a što je bliže ekvatoru, vidi više zvijezda koje izlaze i zalaze.
Cirkumpolarna zviježđa na našim zemljopisnim širinama su zviježđa Veliki i Mali medvjed, Kasiopeja, Cefej, Zmaj, Žirafa i Ris.

## Veliki medvjed
U Velikom medvjedu zvijezde Mizar i Alkor čine fizički par zvijezda ili dvojnu zvijezdu. Iako je pete magnitude (m = +5), Alkor ćemo lako zapaziti pored Mizara, koji je druge magnitude (m = +2). Za jedan obilazak oko zajedničkog težišta potrebno im je više od 2 milijuna godina. Iako ih zapažamo blizu, zvijezde su razmaknute 20 000 AJ. U malom dalekozoru Mizar će nam se pokazati kao dvojna zvijezda (razdvojena za 15”); govorimo o dvije komponente Mizara, komponenti A i komponenti B. No svaka od spomenutih zvijezda ima pratioca ili pratioce! Mizar A ima jednog pratioca, Mizar B dva pratioca, a Alkor jednoga. Sve njih nećemo vidjeti našim dalekozorom; otkriveni su posebnim mjerenjima. Dakle, Mizar i Alkor nalaze se u višestrukom sistemu zvijezda. Dio Velikog medvjeda naziva se Velika kola.

## Mali medvjed
U Malom medvjedu ističe se svijetložućkasta Sjevernjača i ružičasti Kohab. Dalekozorom objektiva od 80 mm nedvosmisleno otkrivamo pratioca Sjevernjače, koji je zvijezda devete magnitude (m = +9). U hrvatskom pučkom zvjezdoznanstvu, lik koji tvori njegovih 7 sjajnih zvijezda se naziva Mala kola.

## Kasiopeja
Kasiopeja s otvorom slova W pokazuje put sjevera. Najsjajnija zvijezda Šedir (α Kasiopeja) je dvojna zvijezda; druga zvijezda je devete magnitude (m = +9). Međutim, nije riječ o fizičkom paru ili dvojnoj zvijezdi vezanim privlačnom silom, već o pukom optičkom učinku (optički dvojna zvijezda); prividno su jedna blizu druge samo zbog perspektive. Zvijezda γ Kasiopeje je promjenjiva zvijezda; zna biti sjajnija od Šedira, ali i slabija od ostalih zvijezda u slovu W.

## Cefej
Cefej je neupadljivo zviježđe, a u njemu se nalazi zvijezda δ Cefeja, po kojoj su dobile ime brojne promjenjive zvijezde, δ - cefeide, ili jednostavnije cefeide. Sjaj joj se mijenja od magnitude m = +3.5 do m = +4.4. Razdoblje vremena u kojemu se sjaj izmijeni veoma je pravilan i iznosi 5 dana i 9 sati. Fizički razlog promjene na samoj zvijezdi je da ona ritmički mijenja obujam (volumen), diše ili pulsira, pa se ta vrsta zvijezda ubraja među pulsirajuće promjenjive zvijezde. 

## Zmaj
α Zmaja je zvijezda četvrte magnitude (m = +4). U vrijeme drevnih Egipćana ona je bila Polarnom zvijezdom. Otada se nebeski pol zbog gibanja Zemljine osi (precesija) pomaknuo do sadašnjeg položaja, u blizini Sjevernjače. ν Zmaja, u glavi Zmaja, je široko rastavljena fizički dvojna zvijezda. Obje su pete magnitude (m = +5), a oštro oko zapaža ih odvojeno i bez teleskopa.

## Anticirkumpolarna zvijezđa
Anticirkumpolarna zvijezđa su zvijezđa koja se uvijek nalaze ispod obzora ili horizonta. Njihova je kutna udaljenost od suprotnoga nebeskog pola manja od zemljopisne širine motritelja. Što je motritelj bliže sjevernom ili južnom zemljopisnom polu, to je područje anticirkumpolarnih zvijezđa veće, a što je bliže ekvatoru, veće je područje zvijezđa koje izlaze i zalaze. U našim krajevima anticirkumpolarna su zviježđa Feniks, Indijanac, Južni trokut, Južna kruna, Kameleon, Južni križ ili Križ, Ravnalo ili Kutnik, Mreža ili Mrežica, Mušica ili Muha, Paun, Poletuša ili Leteća riba, Rajska ptica, Oktant, Oltar, Slikarski stalak ili Slikar, Stol, Šestar, Teleskop, Tukan, Sat ili Ura, Vodena zmija, Zlatna riba i Ždral.